# 機尋

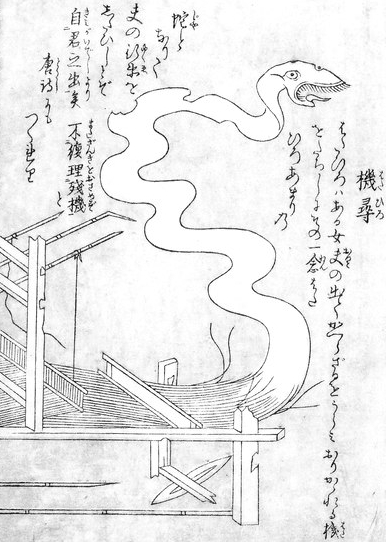
鳥山石燕『今昔百鬼拾遺』より「機尋」

機尋（はたひろ）は、鳥山石燕の『今昔百鬼拾遺』で描かれている日本の妖怪の一つで、布の妖怪。機（はた）で織られた布がヘビの姿と化したもの。
『今昔百鬼拾遺』の解説文によれば、ある女性が外出して帰らない夫への怨みを抱きながら機を織っていると、その怨みの念が織っている布にこもり、蛇の姿と化して夫の行方を探しに行くものが機尋であるという。
近藤瑞木によれば、浄瑠璃や歌舞伎などで大蛇の巨大さを表す時の類型的表現に登場する語句「二十尋（はたひろ）」から「機」（はた）を連想し着想されたものではないかと考えられている。また、妖怪探訪家・村上健司によれば、邪心（じゃしん）と蛇身（じゃしん）の語呂合わせで創作された妖怪とされる。
布がヘビと化したという伝承は確認されていないが、水中から機織の音が聞こえる機織淵、機織池という伝説は日本各地に伝承されており、それらは水神が水底で機を織る音をさせていると言われることから、機織りとヘビとは無縁ではないとの説もある。